# Editpress
Editpress és una editorial luxemburguesa. Publica diversos diaris, entre ells, el diari Tageblatt, el setmanari en llengua portuguesa Correio, el setmanari gratuït Lux-Post, i compta amb el 50% de les accions del diari gratuït L'essentiel i el diari francòfon Le Quotidien, així com setmanari Le Jeudi.
Editpress té la seu a la ciutat d'Esch-sur-Alzette, a la zona de les Terres Roges. Manté llaços estrets amb el Partit Socialista dels Treballadors i els sindicats. El principal rival d'Editpress és Saint-Paul Luxembourg, que es va aliar amb el Partit Popular Social Cristià i posseeix el principal diari de pagament de Luxemburg, Luxemburger Wort.